# Avenida Ecuador (Santiago de Chile)
La Avenida Ecuador es una arteria vial de sentido oriente-poniente ubicada en el sector centro-poniente de la metrópoli de Santiago y que cruza por las comunas de Lo Prado y Estación Central. Es la continuación de la Avenida Víctor Jara que hasta el 7 de septiembre de 2021, fue en su extensión total de la Avenida Ecuador. Su actual odónimo es un homenaje a las relaciones entre Chile y Ecuador, mientras que en el siglo XIX se le denominó «Avenida Chuchunco».

## Descripción
Siempre ha sido una alternativa vial para la gente que vive en el poniente de la metrópoli, en desmedro de la Alameda que muchas veces se congestiona. Su extremo oeste se inicia en el Parque Coronel Bueras, mientras que en su extensión entre la Alameda y General Velásquez (tramo renombrado como «Avenida Víctor Jara») se encuentra la casa central de la USACH y la mayoría de sus facultades, además de su estadio universitario. Asimismo, se ubica uno de los extremos del Paseo Palestina.[cita requerida]
El resto del tramo hasta General Bonilla concentra en su mayoría casas y edificios residenciales y la Plaza Coronel Ramón Freire. La Estación Ecuador del Metro de Santiago, que forma parte de la línea 1, fue nombrada así por su cercanía con la avenida.[cita requerida]

## Historia
El 30 de agosto de 1918 fue creada la sociedad "Ferrocarril Avenida Ecuador" para operar una línea de tranvías de tracción animal con trocha métrica que circulaba por dicha avenida desde la Plaza Argentina hasta la chacra denominada "La Reja" (Callejón de la Lata, actualmente General Amengual). Sus vías fueron levantadas el 30 de abril de 1926.

### Cambio de nombre
El 7 de septiembre de 2021 la Municipalidad de Estación Central aprobó el cambio de nombre de la Avenida Ecuador en el tramo ubicado entre la Alameda y la Avenida General Velásquez, renombrándola como «Avenida Víctor Jara» en honor al cantante que fue detenido en las cercanías del lugar en el marco del Golpe de Estado de Chile de 1973, en el interior de la antigua Universidad Técnica del Estado.